# ATP de Memphis
Memphis Open, anteriormente Regions Morgan Keegan Championships, foi um torneio de tênis da ATP, sediado em Memphis, EUA, em piso rápido e quadra coberta no complexo Racquet Club of Memphis.
Até 2013, o torneio fazia parte do evento ATP World Tour 500. Mas em 2014, o ATP de Memphis se tornou um evento ATP World Tour 250, em substituição ao ATP de San José, nos EUA. A data do evento ATP 500 de Memphis foi vendida para uma empresa brasileira e o torneio passou a ser chamado Rio Open. Após 2017, Memphis foi cancelado por falta de patrocínio e substituído pelo ATP de Nova York.

## Evolução
| Período   | Nome                                      | Piso              | Categoria                 |
| --------- | ----------------------------------------- | ----------------- | ------------------------- |
| 2013      | U.S. National Indoor Tennis Championships | duro (coberto)    | ATP World Tour 500        |
| 2012–2009 | Regions Morgan Keegan Championships       | duro (coberto)    | ATP World Tour 500        |
| 2008–2005 | Regions Morgan Keegan Championships       | duro (coberto)    | International Series Gold |
| 2004–1998 | Kroger St. Jude International             | duro (coberto)    | International Series Gold |
| 1997–1992 | Kroger St. Jude International             | duro (coberto)    | Championship Series       |
| 1991      | Volvo U.S. National Indoor                | duro (coberto)    | Championship Series       |
| 1990      | Volvo U.S. National Indoor                | duro (coberto)    | World Series              |
| 1989–1987 | Volvo U.S. National Indoor                | duro (coberto)    | n.d.                      |
| 1986–1984 | Volvo U.S. National Indoor                | carpete (coberto) | n.d.                      |
| 1983–1977 | U.S. National Indoor                      | carpete (coberto) | n.d.                      |
| 1976      | n.d.                                      | carpete (coberto) | n.d.                      |

## Finais

### Simples
| Ano  | Campeão            | Vice-campeão         | Resultado          |
| ---- | ------------------ | -------------------- | ------------------ |
| 2017 | Ryan Harrison      | Nikoloz Basilashvili | 6–1, 6–4           |
| 2016 | Kei Nishikori      | Taylor Harry Fritz   | 6–4, 6–4           |
| 2015 | Kei Nishikori      | Kevin Anderson       | 6–4, 6–4           |
| 2014 | Kei Nishikori      | Ivo Karlović         | 6–4, 7–60          |
| 2013 | Kei Nishikori      | Feliciano López      | 6–2, 6–3           |
| 2012 | Jurgen Melzer      | Milos Raonic         | 7–5, 7–64          |
| 2011 | Andy Roddick       | Milos Raonic         | 7–67, 116–7, 7–5   |
| 2010 | Sam Querrey        | John Isner           | 36–7, 7–65, 6–3    |
| 2009 | Andy Roddick       | Radek Štěpánek       | 7–5, 7–5           |
| 2008 | Steve Darcis       | Robin Söderling      | 6–3, 7–65          |
| 2007 | Tommy Haas         | Andy Roddick         | 6–3, 6–2           |
| 2006 | Tommy Haas         | Robin Söderling      | 6–3, 6–2           |
| 2005 | Kenneth Carlsen    | Max Mirnyi           | 7–5, 7–5           |
| 2004 | Joachim Johansson  | Nicolas Kiefer       | 7–65, 6–3          |
| 2003 | Taylor Dent        | Andy Roddick         | 6–1, 6–4           |
| 2002 | Andy Roddick       | James Blake          | 6–4, 3–6, 7–5      |
| 2001 | Mark Philippoussis | Davide Sanguinetti   | 6–3, 56–7, 6–3     |
| 2000 | Magnus Larsson     | Byron Black          | 6–2, 1–6, 6–3      |
| 1999 | Tommy Haas         | Jim Courier          | 6–4, 6–1           |
| 1998 | Mark Philippoussis | Michael Chang        | 6–3, 6–2           |
| 1997 | Michael Chang      | Todd Woodbridge      | 6–3, 6–4           |
| 1996 | Pete Sampras       | Todd Martin          | 6–4, 7–62          |
| 1995 | Todd Martin        | Paul Haarhuis        | 7–62, 6–4          |
| 1994 | Todd Martin        | Brad Gilbert         | 6–4, 7–5           |
| 1993 | Jim Courier        | Todd Martin          | 5–7, 7–64, 7–64    |
| 1992 | MaliVai Washington | Wayne Ferreira       | 6–3, 6–2           |
| 1991 | Ivan Lendl         | Michael Stich        | 7–5, 6–3           |
| 1990 | Michael Stich      | Wally Masur          | 6–7, 6–4, 7–6      |
| 1989 | Brad Gilbert       | Johan Kriek          | 6–2, 6–2, ab.      |
| 1988 | Andre Agassi       | Mikael Pernfors      | 6–4, 6–4, 7–5      |
| 1987 | Stefan Edberg      | Jimmy Connors        | 6–3, 2–1, ab.      |
| 1986 | Brad Gilbert       | Stefan Edberg        | 7–5, 7–6           |
| 1985 | Stefan Edberg      | Yannick Noah         | 6–1, 6–0           |
| 1984 | Jimmy Connors      | Henri Leconte        | 6–3, 4–6, 7–5      |
| 1983 | Jimmy Connors      | Gene Mayer           | 7–5, 6–0           |
| 1982 | Johan Kriek        | John McEnroe         | 6–3, 3–6, 6–4      |
| 1981 | Gene Mayer         | Roscoe Tanner        | 6–2, 6–4           |
| 1980 | John McEnroe       | Jimmy Connors        | 7–6, 7–6           |
| 1979 | Jimmy Connors      | Arthur Ashe          | 6–4, 5–7, 6–3      |
| 1978 | Jimmy Connors      | Tim Gullikson        | 7–6, 6–3           |
| 1977 | Björn Borg         | Brian Gottfried      | 6–4, 6–3, 4–6, 7–5 |
| 1976 | Vijay Amritraj     | Stan Smith           | 6–2, 0–6, 6–0      |

### Duplas
| Ano  | Campeões                              | Vice-campeões                         | Resultado         |
| ---- | ------------------------------------- | ------------------------------------- | ----------------- |
| 2017 | Brian Baker Nikola Mektić             | Ryan Harrison Steve Johnson           | 6–3, 6–4          |
| 2016 | Mariusz Fyrstenberg Santiago González | Steve Johnson Sam Querrey             | 6–4, 6–4          |
| 2015 | Mariusz Fyrstenberg Santiago González | Artem Sitak Donald Young              | 5–7, 7–61, [10–8] |
| 2014 | Eric Butorac Raven Klaasen            | Bob Bryan Mike Bryan                  | 6–4, 6–4          |
| 2013 | Bob Bryan Mike Bryan                  | James Blake Jack Sock                 | 6–1, 6–2          |
| 2012 | Max Mirnyi Daniel Nestor              | Ivan Dodig Marcelo Melo               | 4–6, 7–5, [10–7]  |
| 2011 | Max Mirnyi Daniel Nestor              | Eric Butorac Jean-Julien Rojer        | 6–2, 66–7, [10–3] |
| 2010 | John Isner Sam Querrey                | Ross Hutchins Jordan Kerr             | 6–4, 6–4          |
| 2009 | Mardy Fish Mark Knowles               | Travis Parrott Filip Polášek          | 7–67, 6–1         |
| 2008 | Mahesh Bhupathi Mark Knowles          | Sanchai Ratiwatana Sonchat Ratiwatana | 7–65, 6–2         |
| 2007 | Eric Butorac Jamie Murray             | Julian Knowle Jürgen Melzer           | 7–5, 6–3          |
| 2006 | Ivo Karlović Chris Haggard            | James Blake Mardy Fish                | 0–6, 7–5, [10–5]  |
| 2005 | Simon Aspelin Todd Perry              | Bob Bryan Mike Bryan                  | 6–4, 6–4          |
| 2004 | Bob Bryan Mike Bryan                  | Jeff Coetzee Chris Haggard            | 6–3, 6–4          |
| 2003 | Mark Knowles Daniel Nestor            | Bob Bryan Mike Bryan                  | 6–2, 7–6          |
| 2002 | Brian MacPhie Nenad Zimonjić          | Bob Bryan Mike Bryan                  | 6–3, 3–6, [10–4]  |
| 2001 | Bob Bryan Mike Bryan                  | Alex O'Brien Jonathan Stark           | 6–2, 6–2          |
| 2000 | Justin Gimelstob Sébastien Lareau     | Jim Grabb Richey Reneberg             | 6–4, 6–4          |
| 1999 | Todd Woodbridge Mark Woodforde        | Sébastien Lareau Alex O'Brien         | 6–4, 7–5          |
| 1998 | Todd Woodbridge Mark Woodforde        | Ellis Ferreira David Roditi           | 6–4, 6–2          |
| 1997 | Ellis Ferreira Patrick Galbraith      | Rick Leach Jonathan Stark             | 6–2, 6–3          |
| 1996 | Mark Knowles Daniel Nestor            | Todd Woodbridge Mark Woodforde        | 7–6, 1–6, 6–4     |
| 1995 | Jared Palmer Richey Reneberg          | Tommy Ho Brett Steven                 | 7–5, 6–3          |
| 1994 | Byron Black Jonathan Stark            | Jim Grabb Jared Palmer                | 6–2, 6–4          |
| 1993 | Todd Woodbridge Mark Woodforde        | Jacco Eltingh Paul Haarhuis           | 6–4, 4–6, 6–3     |
| 1992 | Todd Woodbridge Mark Woodforde        | Kevin Curren Gary Muller              | 7–6, 6–1          |
| 1991 | Michael Stich Udo Riglewski           | John Fitzgerald Laurie Warder         | 6–2, 6–7, 6–3     |
| 1990 | Darren Cahill Mark Kratzmann          | Udo Riglewski Michael Stich           | 6–3, 6–2          |
| 1989 | Paul Annacone Christo van Rensburg    | Scott Davis Tim Wilkison              | 6–4, 6–2          |
| 1988 | Kevin Curren David Pate               | Peter Lundgren Mikael Pernfors        | 6–3, 7–5          |
| 1987 | Anders Järryd Jonas Svensson          | Sergio Casal Emilio Sánchez           | 6–2, 6–4          |
| 1986 | Ken Flach Robert Seguso               | Guy Forget Anders Järryd              | 2–6, 7–6, 7–6     |
| 1985 | Pavel Složil Tomáš Šmíd               | Kevin Curren Steve Denton             | 6–7, 7–6, 7–6     |
| 1984 | Fritz Buehning Peter Fleming          | Heinz Günthardt Tomáš Šmíd            | 7–5, 7–6          |
| 1983 | Peter McNamara Paul McNamee           | Tim Gullikson Tom Gullikson           | 6–1, 6–1          |
| 1982 | Kevin Curren Steve Denton             | John McEnroe Peter Fleming            | 6–4, 7–5          |
| 1981 | Gene Mayer Sandy Mayer                | Mike Cahill Tom Gullikson             | 6–2, 6–4          |
| 1980 | John McEnroe Brian Gottfried          | Rod Frawley Tomáš Šmíd                | 6–3, 6–4          |
| 1979 | Tom Okker Wojciech Fibak              | Frew McMillan Dick Stockton           | 6–1, 6–4          |
| 1978 | Brian Gottfried Raúl Ramírez          | Phil Dent John Newcombe               | 3–6, 7–6, 6–2     |
| 1977 | Sherwood Stewart Fred McNair          | Robert Lutz Stan Smith                | 4–6, 7–6, 7–6     |
| 1976 | Vijay Amritraj Anand Amritraj         | Marty Riessen Roscoe Tanner           | 6–3, 6–4          |
| 1975 | Dick Stockton Erik Van Dillen         | Mark Cox Cliff Drysdale               | 1–6, 7–5, 6–4     |